# Tramwaje w Lourdes
Tramwaje w Lourdes – zlikwidowany system komunikacji tramwajowej we francuskim mieście Lourdes, działający w latach 1899−1930.

## Historia
Tramwaje w Lourdes uruchomiono 1 sierpnia 1899 roku. Sieć składała się z trzech linii o rozstawie szyn 1000 mm, na których kursowało 20 wagonów silnikowych, które mogły pomieścić 40 pasażerów. Tramwaje nigdy nie były rentowne. Sieć zlikwidowano w 1930 i zastąpiono autobusami.